# السكرتير الكاردينالي لدولة الفاتيكان

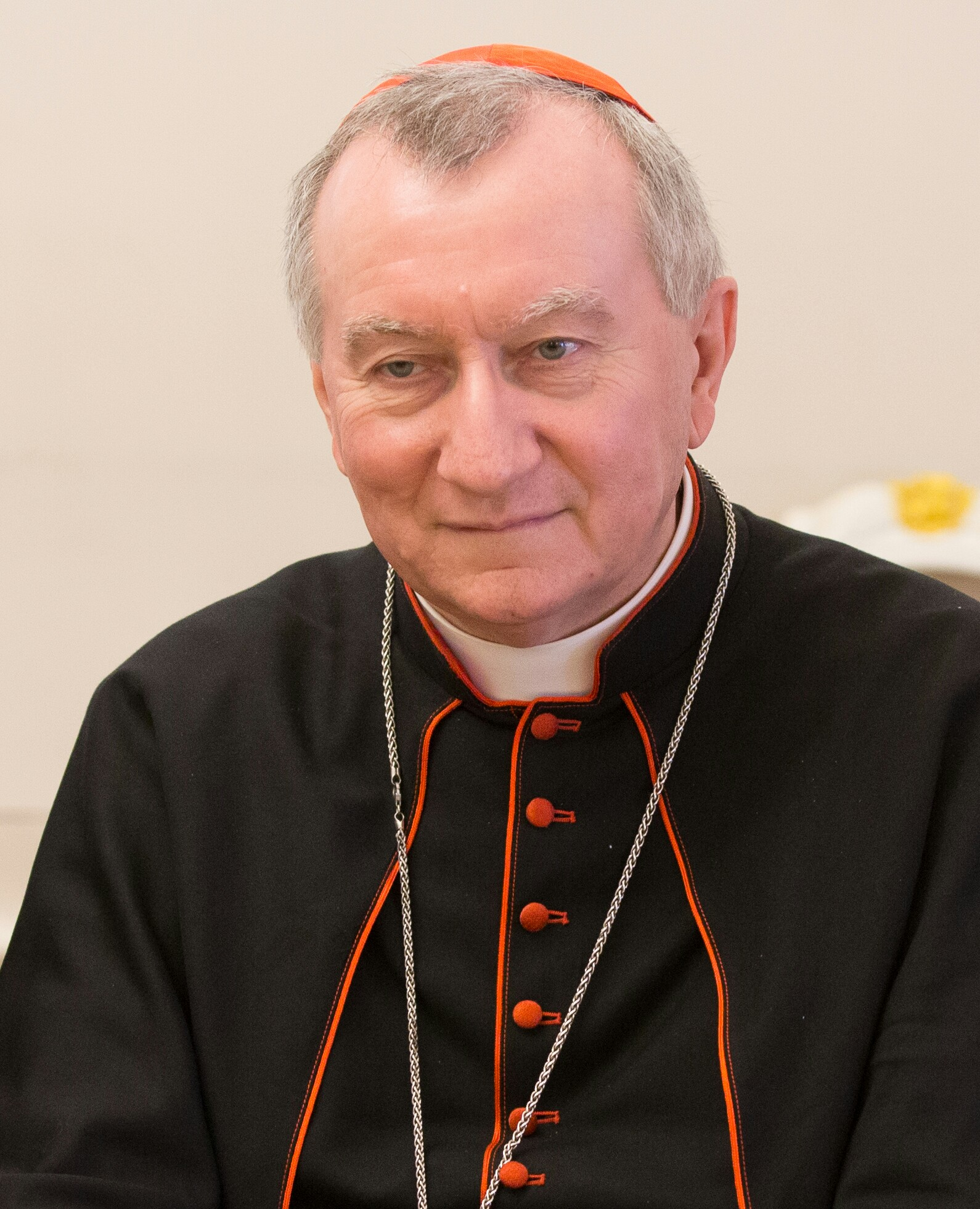
صورة بيترو بارولين صاحب المنصب الحالي.

السكرتير الكاردينالي لدولة الفاتيكان ويعرف أيضاً باسم سكرتير دولة قداسة البابا ويلقب برئيس وزراء الفاتيكان هو ثاني أعلى منصب في دولة الفاتيكان بعد البابا، وهو القائم بالأعمال الحكومية فيها، ويتولى الشؤون الدبلوماسية للدولة، صاحب المنصب الحالي هو الكاردينال بيترو بارولين.